# Brendan Cowell
Brendan Cowell (Sydney, 16 augustus 1976) is een Australisch acteur, toneelschrijver en regisseur.

## Levensloop

### Vroege leven
Cowell werd geboren in Sydney en groeide op in Cronulla, een buitenwijk aan het strand. Hij dankt zijn moeder en dramaleraar op de middelbare school voor het aanmoedigen van zijn creatieve kant. Hij studeerde aan de Charles Sturt University in Bathurst om een Bachelor of Arts in Theater/Media af te ronden.

### Carrière
Cowell won de Patrick White Playwrights' Award voor zijn derde toneelstuk Bed, samen met een verzameling andere prijzen. Zijn toneelstuk Ruben Guthrie werd in 2009 in het Belvoir St Theatre vertoond voor uitverkochte zalen. Het had een nieuwe productie in La Boite Theatre in 2011, met in de hoofdrol Gyton Grantley en geregisseerd door David Berthold.
Hij kreeg enige bijval voor zijn vertolking van de titelrol in Bell Shakespeare's productie van Hamlet uit 2008 en speelde in 2010 in de productie van True West door Sydney Theatre Company, geregisseerd door Philip Seymour Hoffman.
The Sublime (Melbourne Theatre Company) stond op de shortlist voor de Nick Enright Prize for Playwriting in de New South Wales Premier's Literary Awards 2015. Zijn toneelstuk Happy New werd in 2013 in Londen opgevoerd, met in de hoofdrollen Joel Samuels, Lisa Dillon en William Troughton. Het ging eerder in première in Australië.
In 2017 speelde hij als Galileo Galilei in Young Vic's productie van Bertolt Brecht's Life of Galileo.
Op televisie speelde Cowell de rol van Tom Jackson in de dramaserie Love My Way, waarvoor hij ook verschillende afleveringen schreef, en speelde de eerste twee seizoenen de rol van Todd bij het satirische programma Life Support op SBS, waarvoor hij ook sketches schreef. In 2017 voegde Cowell zich bij de cast van de HBO-serie Game of Thrones in seizoen 7 als Harrag.

### Privé
Cowell had zes jaar een relatie met actrice Rose Byrne. Ze gingen begin 2010 minnelijk uit elkaar.

## Filmografie

### Films
*Exclusief korte en televisiefilms
- Kick (1999)
- City Loop (2000)
- The Monkey's Mask (2000)
- To End All Wars (2001)
- Floodhouse (2004)
- Deck Dogz (2005)
- Suburban Mayhem (stem, 2006)
- Noise (2007)
- Three Blind Mice (2008)
- Ten Empty (2008)
- Beneath Hill 60 (2010)
- I Love You Too (2010)
- Save Your Legs! (2012)
- The Darkside (2013)
- Last Cab to Darwin (2015)
- Observance (2015)
- Broke (2016)
- The Current War (2017)
- Avatar: The Way of Water (2022)

### Televisieseries
*Exclusief eenmalige gastrollen
- Life Support (2001-2002)
- Young Lions (2002)
- Fat Cow Motel (2003)
- Salem's Lot (2004)
- Love My Way (2004-2007)
- Howzat! Kerry Packer's War (2012)
- The Borgias (2013)
- Wastelander Panda (2014)
- Black Comedy (2014-2016)
- Brock (2016)
- Game of Thrones (2017)
- The Letdown (2017-2019)
- Press (2018)
- The End (2020)
- The Twelve (2022)